# Verena Nusz
 (février 2016).
Si vous disposez d'ouvrages ou d'articles de référence ou si vous connaissez des sites web de qualité traitant du thème abordé ici, merci de compléter l'article en donnant les références utiles à sa vérifiabilité et en les liant à la section « Notes et références ».
Verena Nusz, née le 2 mai 1949 à Tauka (Burgenland en Autriche) et morte accidentellement le 25 avril 1997 à Cologne en Allemagne, est une peintre et graphiste conceptuelle autrichienne.

## Biographie[1]
Verena Nusz se rend pour la première fois sur le continent américain à l’âge de 19 ans en 1968. Elle voyage, passe par plusieurs villes de la côte Est des États-Unis avant de se poser à New York pour une période de neuf mois. Elle fait la connaissance de l’artiste Joseph Kosuth et des membres du mouvement Art & Language, un collectif d'artistes conceptuels  (Terry Atkinson, David Bainbridge, Michael Baldwin, Harold Hurrell, Ian Burn, Mel Ramsden, Philip Pilkington, David Ruston)[Information douteuse]. Ces rencontres auront une influence décisive sur son évolution artistique et ses futures recherches.
La jeune femme revient en Europe en 1969 et s’inscrit à l’Académie des beaux-arts de Munich où elle étudie le graphisme. Elle se lie d’amitié, à cette époque, avec le peintre et graveur japonais Yoshi Takahashi fraîchement diplômé de cette académie (1969). Celui-ci, après ses études, vit entre Munich et Paris où il dispose également d’un atelier. Verena Nusz y fera des séjours réguliers et se familiarisera avec la langue et la culture française.
Toujours en 1969, Nusz participe à ses premières expositions collectives. Elle n’a que vingt ans et a déjà le privilège de présenter ses œuvres aux côtés notamment de celles de Joseph Kosuth à l’exposition d’art conceptuel « Konzeption Conception » de Leverkusen en Allemagne.
L’année 1972 sera l’une des plus productives de sa carrière. Verena Nusz crée une série de trente-huit panneaux pour une exposition à Berlin. Pleinement engagée dans le courant Art & Language créé en 1968, Nusz envisage la création comme une recherche permanente sur les mots et les concepts. Dans cette série de trente-huit tableaux, les réflexions sur les mots donnent lieu à de la couleur. Plus qu’une démarche esthétique, c’est quasi une démarche logique, voire mathématique, qui est entreprise par l’artiste. Proche de la vision de Joseph Kosuth, Verena Nusz considère que l’artiste conceptuel, par ses réflexions matérialisées par l’œuvre d’art, réinvente sans cesse le concept d’art lui-même.
En 1973, Verena Nusz participe à l’exposition collective Encrayonnements 4 à la galerie Maya à Bruxelles notamment aux côtés d’Henri Michaux, Christian Dotremont, Philippe Geluck et Jacques Courtens.
Nusz se déclare en 1978 citoyenne de Kugelmugel, micro-nation auto-déclarée indépendante en 1976 par un groupe d’artistes située en Basse-Autriche d’abord puis déplacée à Vienne.
Les expositions se multiplient en 1978 et 1979. Elle est présente dans plusieurs pays d’Europe notamment aux Pays-Bas où elle présente à la De Ruick Galerij d’Amsterdam ses œuvres identifiées comme la période « Movement » de sa carrière. L’exposition nommée Kunst, taal en beweging (Art, langage et mouvement) rassemble entre autres les artistes Cor Jaring, Verena Nusz, Serge Vandercam et Ger van Elk.
En 1985, Verena Nusz arrête de créer. Elle met un point final à son œuvre qu’elle considère comme désormais aboutie et terminée. Elle pose un dernier acte artistique en se déclarant en 1992 citoyenne du Neue Slowenische Kunst (« Nouvel Art Slovène » en allemand), souvent raccourci en NSK.
Elle meurt en 1997 à Cologne (Allemagne) dans un accident de voiture à l’âge de 48 ans.

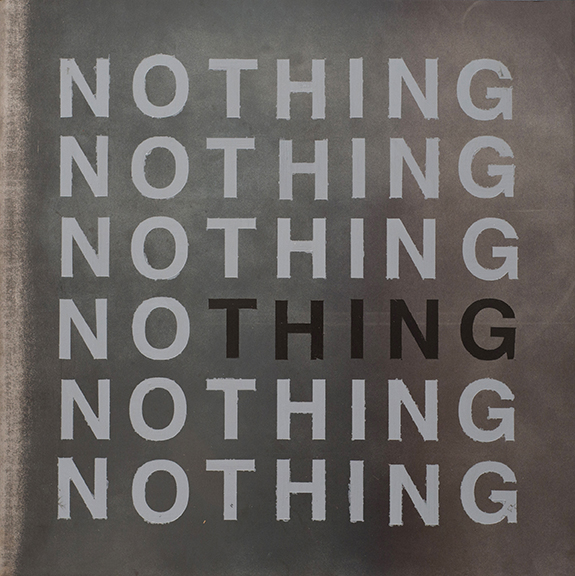
Verena Nusz Nothing Variation N°6bis

## Démarche artistique
Verena Nusz s’inscrit dès ses premières années de création (1968) dans le courant Art & Language fondé par Michael Baldwin, Terry Atkinson, David Bainbridge et Harold Hurrell vers 1968.  Entre cette date et l’année 1982, plus d’une cinquantaine d’artistes nourriront ce mouvement de leurs réflexions et créations, souvent d’une grande diversité.

### L’art et le langage
Inspirée par le succès grandissant de cette nouvelle approche du rapport entre l’art et les mots, Verena Nusz verra dans ce courant quasi l’unique voie à suivre pour l’art conceptuel. Le principe auquel elle adhère sans retenue réside dans le fait que l’art ne peut apparaître qu’à travers le langage, car celui-ci est l’unique source des idées. Plus globalement, l’histoire de l’humanité naît du langage qui lui-même se verra transformé par le monde auquel il aura donné naissance. Certains mots se détacheront, prendront le pas sur d’autres et influenceront à leur tour le monde qui les a fait naître. Selon Nusz, il en va de même pour l’art. Le concept d’art évolue sans cesse suivant les autres concepts qui sont amenés à le définir. Ceux-ci sont ensuite nuancés par le concept d’art lui-même. En somme, Verena Nusz place l’auto-analyse au centre de toute création artistique. En se penchant sur sa propre création et en y apposant des mots dans le but de la définir, l’artiste lui donne réellement une dimension artistique. Dans le même temps, il redéfinit le concept d’art tout entier. Art et langage sont bien indissociables et se nourrissent l’un l’autre à chaque fois qu’une nouvelle œuvre prend vie. Chaque œuvre incarne une nouvelle définition du concept d’art.

### L’esthétique
Pour Verena Nusz, sa démarche artistique a pour but de produire du sens, et cela, avant même toute volonté esthétique. La dimension esthétique ne peut, par ailleurs, découler que du sens qui émerge au moment de l’acte créateur.

### La dimension logique et mathématique

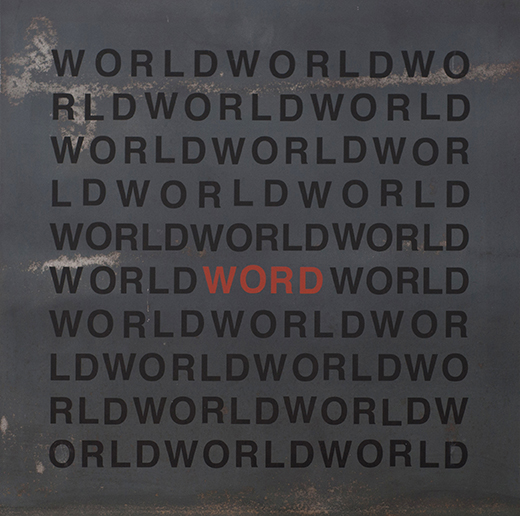
Verena Nusz Word Variation No 1

En considérant que le concept d’art est réinventé à chaque fois qu’émerge une nouvelle œuvre d’art, Verena Nusz met l’accent sur la dimension logique, voire mathématique, qui sous-tend toute création. Toute nouvelle œuvre incarne le concept d’art dans sa totalité. Chaque nouvelle définition de l’art est totale. L’œuvre d’art est donc le moment d’une tautologie et ne présente aucune faille dans la mesure où elle est ce qu’elle. L’œuvre d’art est l’art.

## Expositions
- Leverkusen (Allemagne), Konzeption Conception, 1969
- Galerie Schmetterling (Munich), 1972
- Galerie Golden (Berlin), 1973
- Galerie Hurrikan (Munich), 1973
- Galerie Maya (Bruxelles), Encrayonnements 4, du 29 mars au 28 avril 1973
- Galerie Dix (Stuttgart), 1974
- Galerie Gussow (Trèves), 1975
- Galerie La Clé (Luxembourg), 1975
- Galerie Der Schlüssel (Mannheim), 1977
- Galerie Bellero (Milan), 1977
- Galerie Franz (Vienne), 1978
- De Ruick Galerij (Amsterdam), Kunst, taal en beweging, 13 september om oktober 14, 1979
- Galerie Ausstellungen (Trèves), 1979
- Galerie Kassel (Kassel), 1980
- Galerie Die Öffentlichkeit (Berlin), 1981
- Galerie Vorhang (Berlin), 1982
- Galerie Übertreibung (Munich), 1983

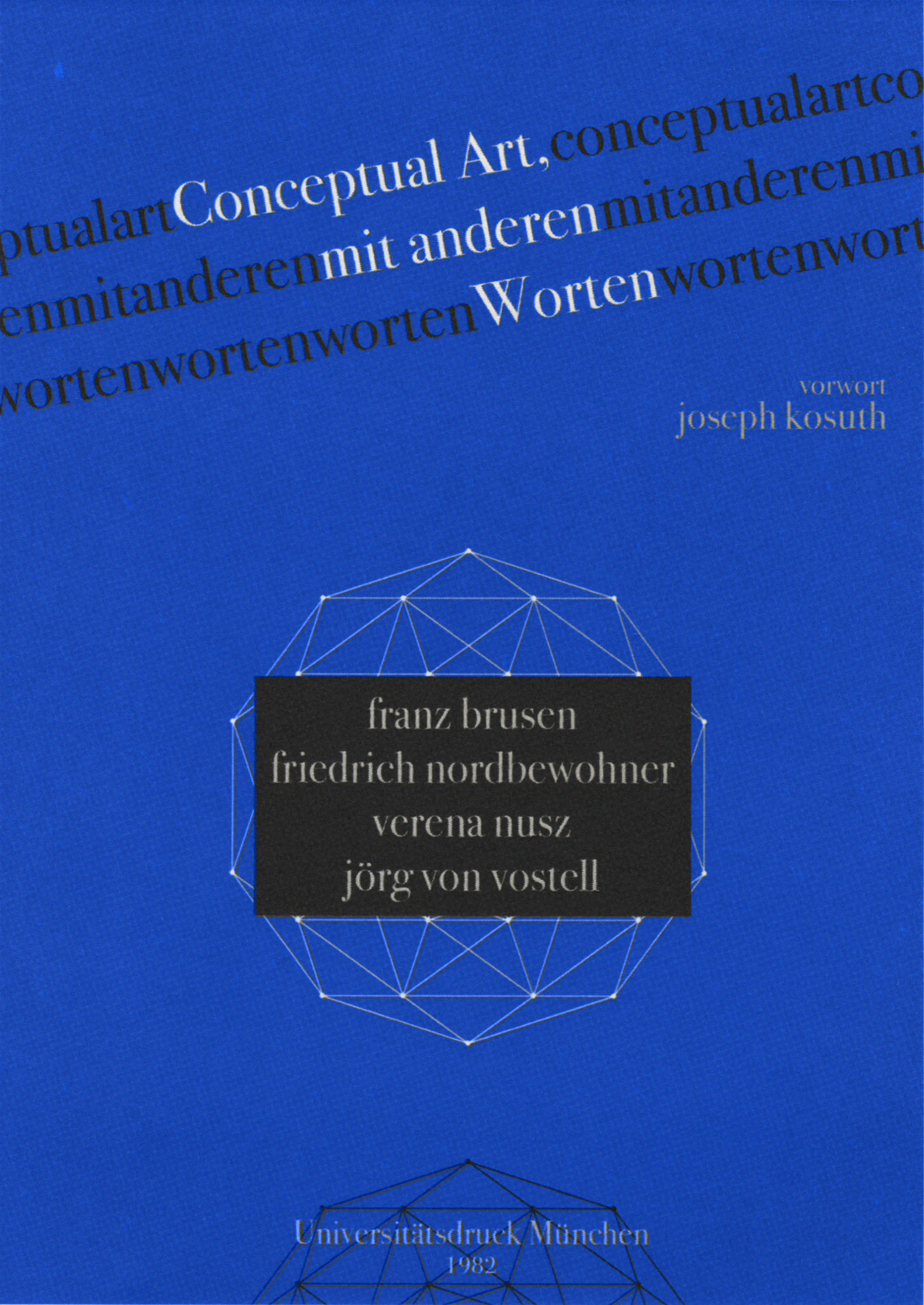
Conceptual Art, mit anderen Worten - Verena Nusz Franz Brusen Friedrich Nordbewohner Jörg von Vostell (1982)

- Galerie Coe (Londres), 1983
- Galerie Sitz (Berlin), 1984

## Publications
- Conceptual Art, mit anderen Worten (collectif), Universitätsdruck München, 1982[4]
- Kunst, taal en beweging (et al.), Tentoonstellingscatalogus, De Ruick Galerij, 1979[3]